# 좀과
좀은 좀과에 속하는 곤충의 총칭이다. 한국에서는 좀(Ctenolepisma longicaudata coreana)을 가리키기도 한다. 좀과 곤충들은 전 세계에 350여 종이 존재한다.
날개가 없고. 낙엽이나 돌 밑에 사는데, 집안에 들어와 의류 등을 먹어 해치기도 한다. 몸길이는 8~11mm 정도이며 길고 납작하다. 머리에는 한 쌍의 채찍 모양의 더듬이가 있다. 몸에는 비늘이 덮여 있고, 입틀은 씹는 형이며 큰턱의 관절은 두 개의 관절구(丘)로 머리와 연결되어 있다. 겹눈은 작고 서로 떨어져 있으며, 홑눈은 없다. 여러 번 변태를 하며 성체가 된 후에도 허물을 벗는 것이 있다.
대부분 인가 부근에 살며 종이·풀 등 탄수화물류를 먹는다. 그러나 질병을 매개하는 일은 드물다. 드물게 개미나 흰개미 등의 집에 기생생활을 하는 종도 있다. 옷과 가구를 갉는다.

## 같이 보기
- 양좀
- 얼룩좀

## 참고 자료
- 이 문서에는 다음커뮤니케이션(현 카카오)에서 GFDL 또는 CC-SA 라이선스로 배포한 글로벌 세계대백과사전의 내용을 기초로 작성된 글이 포함되어 있습니다.